# Nikki Clan
Nikki Clan es una banda de pop rock y pop punk originaria de Mexicali (Baja California) y Nogales (Sonora). Cuatro de sus integrantes son de Nogales, Sonora: José Antonio "Joe" Dabdoub (guitarra), Ángel Yáñez (guitarra), Alberto "Beto" Espinosa (bajo) y José Carlos Fausto (batería), mientras que Yadira Gianola (voz) es originaria de Mexicali. El nombre del grupo proviene del bajista de la banda de metal Mötley Crüe, Nikki Sixx, del cual Yadira Gianola es admiradora.

## Miembros
- Yadira Gianola: voz
- José Antonio "Joe" Dabdoub: Guitarra
- Ángel Yáñez: Guitarra
- Alberto Espinosa: Bajo y Coros
- José Carlos Fausto Monroy : Batería

## Historia
En enero de 2005, Alberto Espinosa, integrante del grupo independiente "Los Piltrafas" de Nogales, contacta al productor Abelardo Vázquez para que conociera su música. Dos meses después, "Los Piltrafas" recibieron la invitación del productor a integrar en la voz principal a Yadira Gianola, y es así como nació la banda. En abril, empezaron a trabajar juntos en la grabación de algunos demos como "Mírame" y "Dímelo a Mí". En julio, presentan a Sony BMG el proyecto, el cual es aceptado, y dos meses después firman contrato discográfico con dicha compañía para la grabación de cinco discos. En noviembre, iniciaron las grabaciones de su primer disco bajo la dirección y producción de Abelardo Vázquez (creador y productor del grupo Reik) y la coproducción de Joe Marlett.
En enero de 2006, terminan su primer material discográfico titulado de igual forma que la banda: Nikki Clan, el cual es una compilación de varias versiones en español de canciones interpretadas originalmente en inglés. El primer sencillo del álbum fue Mírame y su vídeo empezó a transmitirse por MTV Latinoamérica el 22 de marzo. El segundo sencillo, No Me Digas Que No, llegó al puesto número 1 de los 10 Más Pedidos, y al poco tiempo de haber sido lanzado llegó al número 10 de los 100 Más Pedidos de 2006. El tercer sencillo Niñas Mal es la banda sonora de la película Niñas Mal y tuvo un gran éxito; el video es la continuación del video de "No me digas que no". El cuarto y último sencillo de su primer disco es "Corazón Abierto". En diciembre, la banda abrió para Panic at the Disco, sin tener un buen recibimiento por parte del público.
En junio de 2008, lanzaron su nuevo sencillo "Yo No Te Puedo Olvidar". El disco salió oficialmente el 18 de agosto. Tiempo después lanzaron su segundo sencillo en febrero de 2009.
En 2010 anunciaron su separación debido a que la vocalista Yadira Gianola recibió una propuesta por parte de Televisa Mexicali. La banda se reunió el 2022 para formar parte del 2000's Pop Tour, presentándose en Puebla, Monterrey, Guadalajara, Ciudad de México y Acapulco.
En 2024 anunciaron que serían parte de la Gira Revive Tour, de Kudai programada para enero y febrero de 2025, siendo invitados especiales de sus cuatro fechas en el territorio mexicano.

## Álbumes
Álbumes de estudio
- 2006: Nikki Clan
- 2008: No será igual

## Filmografía
| Año  | Título                                           | Álbum         | Ref.  |
| ---- | ------------------------------------------------ | ------------- | ----- |
| 2006 | Mírame (Overkill)                                | Nikki Clan    | [ 1 ] |
| 2006 | No Me Digas Que No (Boy Like You)                | Nikki Clan    | [ 2 ] |
| 2006 | Corazón Abierto (The Difference In Me)           | Nikki Clan    | [ 3 ] |
| 2007 | Niñas Mal                                        | Nikki Clan    | [ 4 ] |
| 2008 | Yo No Te Puedo Olvidar (I Never Wanted To Dance) | No Será Igual | [ 5 ] |
| 2008 | Las Curvas De Esa Chica                          | No Será Igual | [ 6 ] |